# Староцерковнослов'янська Вікіпедія
Староцерковнослов'янська Вікіпедія (староцерк.-слов. Словѣньска Википєдїꙗ) — розділ Вікіпедії староцерковнослов'янською мовою (Фактично — сумішшю давньослов'янських мов). Розділ відкрився у вересні 2006 року. Для написання статей у ньому використовується ранній варіант кирилиці («Климентовиця»). Для його підтримки в даному розділі застосовується специфічний шрифт. Староцерковнослов'янська Вікіпедія станом на 27 березня 2025 року містить 1287 статей, 27 438 зареєстрованих користувачів, 34 активних дописувачів, 1 адміністратора
. Загальна кількість сторінок в староцерковнослов'янській Вікіпедії — 5834, редагувань — 86 107, мультимедійні файли відсутні
. Глибина (рівень розвитку мовного розділу) староцерковнослов'янської Вікіпедії велика і становить 184.2 пунктів
.
За кількістю статей перебуває на 293-му місці серед усіх мовних розділів та на 20-му серед слов'яномовних розділів Вікіпедії (між нижньолужицькою та бачвансько-русинською Вікіпедіями).

## Історія
- Березень 2007 — створена 100-та стаття.[3]
- На 12 січня 2009 року містила 337 статей, число зареєстрованих користувачів склало 1 483, проте активність користувачів вкрай низька — всього 33 активних користувачі.
- На 2 лютого 2010 року число статей становило 412, активних користувачів — 18.
- На 23 квітня 2011 число статей збільшилося до 494, активних користувачів — до 19.
- Символічний рубіж в 500 статей Староцерковнослов'янська Вікіпедія подолала 24 травня 2011.[4]
- На 1 листопада 2011 року займала 231-те місце із 282 Вікіпедій.
- 22 січня 2022 року — 1000 статей.